# Toxitiades vinosus
Toxitiades vinosus là một loài bọ cánh cứng trong họ Cerambycidae.